# Tessa Bell-Briggs
Tessa Bell-Briggs (* 30. November 1951 in Kensington, London) ist eine britische Schauspielerin.
Bell-Briggs war Tochter der beiden Schauspieler Derek  Briggs und Carmel McSharry. Sie wurde im Vereinigten Königreich überwiegend als Theater-Schauspielerin tätig. Seit Ende der 1970er Jahre hat sie auch kleinere Auftritte in Fernsehserien und Filmen. 

## Filmographie (Auswahl)
- 1979: Play for Today (Fernsehserie, 1 Folge)
- 1996: Silent Witness (Fernsehserie, 1 Folge)
- 1996: The Brittas Empire (Fernsehserie, 1 Folge)
- 2004: The Grid (Miniserie)
- 2007: Skins – Hautnah (Skins, Fernsehserie, 1 Folge)
- 2007: Holby City (Fernsehserie, 1 Folge)
- 2007: Five Days (Fernsehserie, 1 Folge)
- 2008: Agatha Christie’s Poirot (Fernsehserie, 1 Folge)
- 2013: Das Licht der Weihnacht (The Christmas Candle)
- 2021: This Way Up (Fernsehserie, 1 Folge)